# Soroczino (obwód omski)
Soroczino (ros. Сорочино) – wieś (sieło) w Rosji, w obwodzie omskim, w rejonie kałaczińskim. W 2010 liczyła 1342 mieszkańców.